# Titularbistum Macomades Rusticiana
Das Bistum Macomades Rusticiana (lat. Dioecesis Macomadensis Rusticianae) ist ein Titularbistum der römisch-katholischen Kirche.
Die in Nordafrika gelegene Stadt war ein alter römischer Bischofssitz, der im 7. Jahrhundert mit der islamischen Expansion unterging. Er lag in der römischen Provinz Numidien.
| Titularbischöfe von Macomades Rusticiana |                                                     |                                               |                  |                   |
| Nr.                                      | Name                                                | Amt                                           | von              | bis               |
| 1                                        | Floréncio Cicinho Vieira (Floréncio Sisinio Vieira) | emeritierter Bischof von Amargosa (Brasilien) | 11. Januar 1969  | 16. März 1971     |
| 2                                        | Jorge Martínez Martínez                             | Weihbischof in Mexiko (Mexiko)                | 5. Juni 1971     | 1. August 1994    |
| 3                                        | Edward Kenneth Braxton                              | Weihbischof in Saint Louis (USA)              | 28. März 1995    | 12. Dezember 2000 |
| 4                                        | Pablo Varela Server                                 | Weihbischof in Panama (Panama)                | 26. Februar 2004 | 6. Januar 2024    |
| 5                                        | Dennis Kuruppassery                                 | Weihbischof in Kannur (Indien)                | 15. August 2024  |                   |